# Burgstall Harlanden
Der Burgstall Harlanden bezeichnet eine abgegangene Wasserburg um den Bereich der katholischen Filialkirche St. Michael im Ortsteil Harlanden der Gemeinde Oberdolling im Landkreis Eichstätt in Bayern. Die Anlage wird als Bodendenkmal unter der Aktennummer D-1-7135-0175 im Bayernatlas als „mittelalterlicher Wasserburgstall“ geführt. 

## Geschichte
Vermutlich wurde die Burg um 1100 erbaut, da ein ortsadeliger Altmann de Harlant 1097 erwähnt wurde. Bis 1700 hielt sich im Weiler der Hofname „Schloßhof“. Der Rest des Burgstalls befindet sich nahe der Kirche.